# El hombre más fuerte del mundo (película de 2023)
El hombre más fuerte del mundo es una película argentina de 2023 dirigida por Fernando Arditi.
La película fue seleccionada para competir en la sección oficial a la mejor película de la Competencia Argentina en la 24° edición del Buenos Aires Festival Internacional de Cine Independiente.

## Sinopsis
Darío Villaroel vive en Jujuy, mide 1,24 metros y es el hombre más fuerte del mundo. Tras un pasado tronchante como miembro de las pesas paralímpicas argentinas, busca resurgir como culturista

## Premios y nominaciones
| Premio/Festival de Cine                                   | Fecha del evento                 | Categoría                            | Nominado                       | Resultado | Ref.  |
| --------------------------------------------------------- | -------------------------------- | ------------------------------------ | ------------------------------ | --------- | ----- |
| Buenos Aires Festival Internacional de Cine Independiente | 19 de abril al 1 de mayo de 2023 | Competencia argentina Mejor película | El hombre más fuerte del mundo | Pendiente | [ 2 ] |